# Phenamidin
Phenamidin (Handelsname Oxopirvedine ad us. vet) ist ein Arzneistoff aus der Gruppe der Benzamidine, der in der Tiermedizin als Antiprotozoikum gegen Babesien in Form von Phenamidinisethionat (CAS-Nummer 620-90-6) eingesetzt wird. Da der Wirkstoff häufig allergische Reaktionen auslöst, wird er zumeist mit einem Antihistaminikum kombiniert. Phenamidinisethionat bildet weiße, geruchslose Kristalle mit einem bitteren Geschmack.
Phenamidin kann zur Behandlung der Babesiose des Hundes, der Babesiose des Pferdes und der Babesiose des Rindes eingesetzt werden. Gegen Babesia felis ist er kaum wirksam. Bei Unterdosierung bilden sich schnell Resistenzen.
Unerwünschte Arzneimittelwirkungen sind neben Schwellungen an der Injektionsstelle und möglichen anaphylaktischen Reaktionen Erbrechen, Schwindel, Krämpfe oder Leberschädigungen. Bei Hunden mit Nieren- und/oder Leberschädigung treten solche Nebenwirkungen häufiger auf. Bei Pferden können nach subkutaner Injektion Nekrosen auftreten, weshalb er bei dieser Tierart intramuskulär verabreicht werden sollte.